# Kaurane

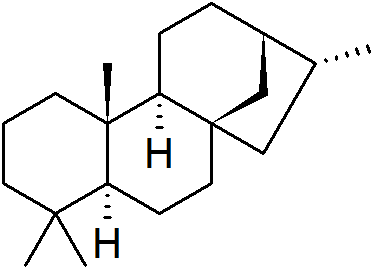
Structure chimique du kaurane

Les kauranes sont des métabolites secondaires des plantes, de la classe des diterpènes. Leur structure tétracyclique est constituée de trois cycles cyclohexanes annélés et d'un cycle cyclopentane ponté sur l'un des cyclohexanes. De nombreux kauranes sont bioactifs. 

## Dérivés

Numérotation des atomes de carbone de l’ent-kaur-16-ène.

On trouve de nombreux dérivés des kauranes, parmi lesquels :
- L’ent-kaurane, énantiomère du kaurane
- Le kaurène (exactement le kaur-16-ène)
- L'acide kauranoïque (fonction acide carboxylique sur le carbone 18 ou 19)
- Le kauranol (ou kauran-16-ol)
- La kauranone (typiquement kauran-3-one)

Dans l'usage courant, le terme "kaurane" désigne tant la molécule la plus simple que ses dérivés par substitution d'un ou plusieurs groupes. 

## Occurrence

Structure du stéviol, l'aglycone commun du rébaudioside A et du stévioside.
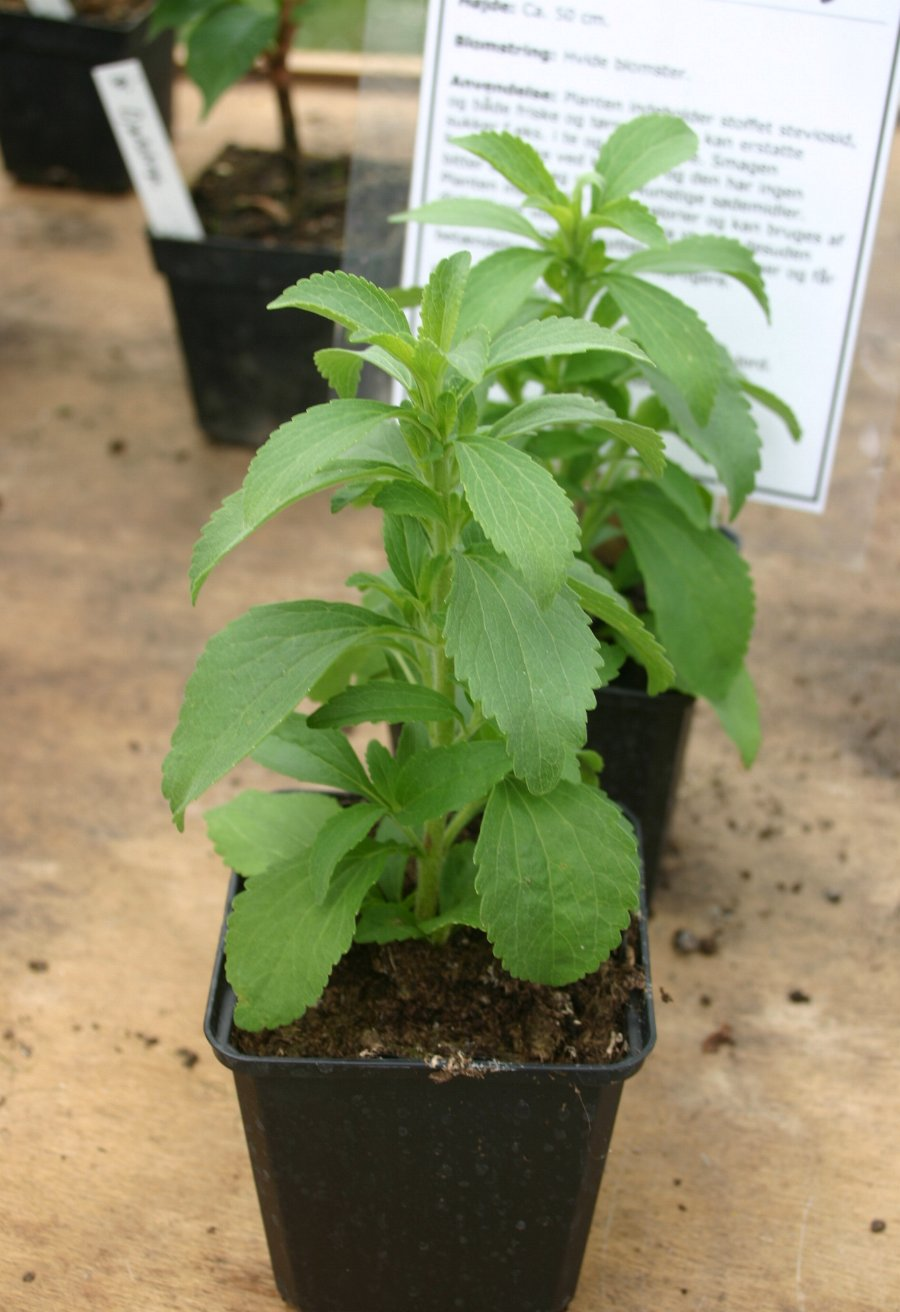
Le stéviol est un kaurane naturellement présent dans la Stevia rebaudiana, ou chanvre d'eau.

On trouve de nombreux kauranes différents dans la nature - on en connaît environ 1500, trouvés presque exclusivement dans les plantes, en particulier dans les familles suivantes, : 
- Les Lamiaceae : environ 800 kauranes, surtout dans le genre Isodon[3]
- Les Asteraceae : environ 400 kauranes, par exemple dans les genres Helianthus et Stevia. On peut citer le glycoside de kaurane atractyloside[4], issu d'Atractylis gummifera, très toxique.
- Les Annonaceae : environ 80 kauranes, par exemple dans le genre Xylopia[5].
- Les Euphorbiaceae : environ 40 kauranes.